# Tequisquiapan
Tequisquiapan é uma cidade mexicana, situada no estado de Querétaro. Foi fundada em 1551, e está localizada  20 km² ao norte das cidades de San Juan del Río e a 60 km² a oeste de Santiago de Querétaro, capital do estado.

## Toponímia
A palavra Tequiaquiapan é de origem náhuatl que significa “lugar de tequesquite”, já que está formada pelas palavras tequexquitl: tequesquite e apan: lugar. O pesquisador Pedro Martínez de Salazar y Pacheco diz que o vice-rei Conde de Revillagigedo permitiu que esse fosse o nome da localidade em 1793.
Tequisquiapan em termo mexicano quer dizer “terra baixa tequexquitosa”, onde tem nitrato abundante na região e que é visível na luz (sic), e terra baixa por conta do solo de Tequisquiapan abundam e muitos lugares do seu centro, fora dele e em suas margens tem esta materia, dai vem o nome de “Tequisquiapan”.

## Escudo
No mês de junho de 1989, como parte da Feira Nacional do Queijo e Vinho, que se realizou o concurso para escolher um brasão, para identificar a cidade de Tequisquiapan, no escudo foi reunido os aspectos mais representativos da história, a geografia e tradições. Para atender a essas características, o  escudo vencedor foi o que se tornou o emblema oficial Tequisquiapan.
O Sol: símbolo da vida: O chifre da abundância é representada por uma cesta pessoal, o tecido é feito à mão e tem a forma de um chifre, essa imagem significa o tipo de trabalho que dão sustentação a um importante grupo de famílias de artesãos e comerciantes da cidade.
A uva: Fruta distintiva das hortas familiares da região, tradição de anos que se conserva graças as condições naturais que fazem  de Tequisquiapan  uma terra ideal para este cultivo.
O rio: A história de Tequisquiapan tem uma relação muito profunda desde sua origem com a água; seus habitantes tem encontrado no rio a fonte de vida, como se pode observar na rica vegetação, que destaca as grandes árvores que delimitam o canal. A ponte atravessa esculpida em pedra, tipo romana, que representa a criatividade humana no trabalho. Este motivo simboliza a tradição e a cultura dos Tequisquiapenses.
A Paróquia de Santa Maria da Assunção: Representa a força moral por trás da vida diária da maioria das pessoas comuns, que professam o catolicismo herança ancestral dos missionários espanhóis no século XVI e continua em vigor em nosso tempo.

## História

### Época pré-hispânica
Provavelmente, a presença do homem no território do atual estado de Querétaro se remete a um período situado entre 1.500 e 2.500 a.C, de acordo com os dados resultantes do estudo de restos descobertos na gruta de San Nicholas, localizada em uma colina de Tequisquiapan, fronteira com o município de San Juan del Río. Nestes traços são visíveis rastos de homens de estatura mediana, cabeça alongada, que correspondem ao tipo de característica que podem ser considerados os primeiros habitantes do território de Querétaro, dos quais ainda não conheciam a agricultura ou a cerâmica, e pertenciam ao tipo humano que atravessou o estreito de Bering.
Outros achados na gruta têm características diferentes. Antropólogos acreditam que esses restos poderiam ter três mil anos de diferença com os descritos no parágrafo anterior, o mais recente restos encontrados associados são com a cerâmica e objectos pertencentes ao início da agricultura semelhante ao das outras regiões, o que sugere que em tempos mais recentes período pré-classico mesoamericano na cronologia da Mesoamérica, houve alguma influência com os habitantes de Las Ranas, cujos habitantes tinham características semelhantes e os costumes dos huastecos do golfo do México.
Apesar de uma diferença de potencial de 3 000 anos, os restos mortais encontrados em Las Ranas, que representam as pessoas de muito tempo mais tarde, com características e costumes da região Huasteca do Golfo do México e representar outras proporções antropomórficas. No entanto, outros esqueletos na caverna de San Nicolas, por suas características antropológicas, pode ser considerado um período próximo ao período pré-clássico, uma vez que estão associadas a elementos cerâmicos pertencentes ao início da agricultura.

### Primeiros povos
Desde muitos anos antes que os conquistadores espanhóis pisassem esta terra, o solo de Tequisquiapan era habitado por indígenas otomis nos limites territoriais do município de Oriente, na fronteira com o atual estado de Hidalgo e chichimecas no resto do território, predominando assentamentos em comunidades sul e oeste da capital.
A fertilidade das planícies que se estendem para o leste e o oeste do rio, a generosidade das fontes cristalinas quente a beleza da vegetação luxuriante de árvores de grande porte, que se tornaram sentinelas da jornada extravagante do poderoso rio, a grande variedade de árvores de frutos silvestres, foram encontrados em terra enriquecida com a enchente e lama deixada pela subida do rio que transbordava durante a estação chuvosa. Todos estes motivos fizeram com que desde sempre Tequisquiapan fosse como um lugar ideal buscado pelo homem.
A fama que tinha adquirido este pedaço de terra a partir do atual estado de Querétaro, entregou o território de fronteira dos Chichimecas, levando desde os tempos antigos, o fluxo de visitantes que estavam cientes das virtudes de nascentes de água termal que escorria em abundância de suas nascentes, ao qual foram atribuídos dons de cura. O banho medicianl que curava, relaxava o corpo e a mente das pessoas, no espaço "El Temaxcal" com forma de meia laranja, semelhante ao forno de pão rústico, construído no local onde a brotava o mancancial, acrescentava ervas medicinais para a cura do mal. El Temaxcal não é preservado com degradação do lado nordeste da piscina La Pila, ao lado do que foi o vertedouro.
Nas aldeia principais foram realizadas reuniões com as lideranças indígenas que se reuniram para chegar a acordo sobre acordos políticos, resolver conflitos e fazer compensações de natureza comercial. Diz-se que assistiram as reuniões com convicção de que ao se sentar, para dialogar neste lugar, rodeados pela tranquilidade e beleza do local, houve a inspiração para a disposição de negociar e resolver as dificuldades, e também pode tornar melhor o trato comercial.

### Período colonial
A aldeia indígena antes da conquista espanhola foi dos índios chichimecas e otomis. Após a chegada dos espanhois na região, eles estabeleceram uma aliança com a chefia dos otomis de Xilotepec, para ajudar na conquista e povoação dos territórios, que estavam ao norte de onde se tinha estabelecido seus caciques reais Otomis.As fundações començaram desde San Jerónimo Aculco, San Miguel Canvayn, Alfaxaxuca, Santiago Tecozautla, Gueychiapa, San Juan del Río, Santa María Tequisquiapan e San Juan de los Xarros. Esses povos em tempos de certas  gentilezas, se encotravam rodeados de nativos, que foram evangelizados por missionários espanhóis, auxiliados pelos caciques otomis.
A fundação da Tequisquiapan foi pacífica. Os índios chichimecas que eram em números menores, viviam em paz com os otomis que eram a maioria, o que ajudou a viverem com relativa tranquilidade. No entanto, em outros lugares não muito longe de Tequisquiapan, os chichimecas  continuaram a sua resistências, por mais de duzentos anos depois, com a queda da último resistência indígena na famosa batalha de "Cerro de la Media Luna" da Sierra Gorda, onde o general Escandon acabou com resistência chichimeca na região Pame.

### Fundação da cidade
"Esta vila foi fundada no ano de 1551, por decreto real de Carlos I de Espanha, e assinado pelo vice-rei da Nova Espanha, D. Luis de Velasco, realizada pelo conquistador indígena D. Nicolás de San Luis Montañez, em 24 de julho de 1551, acompanhado por seus líderes e capitães D. Alonso de Guzmán, D. Alonso de Granados, D. Ángel de Villafaña e o padre D. Villafana Anjo. Reuniram-se de madrugada e índios otomis e chichimecas no local designado para a fundação, plantaram uma cruz e foi constituída com um monte de pedras e coberta com ervas e flores, um altar onde o Padre Juan Bautista celebrou uma missa como um ato oficial da fundação.
Nicolás de San Luis Montanez, vestido de maneira vistosa e estranha para os índios, se dirigiu a eles, advertindo-os a cumprir fielmente a homenagem oferecida ao rei, cobrando o estudo da doutrina cristã, bem como para aumentar o um templo sobre o lugar que pela primeira vez, tinha acabado de se celebrar uma missa sem derramamento de sangue.
O capitão Domingo Moreno, tomou em sua mão uma corda e um vara de quatro metros, dizendo: "Em nome da Santíssima Trindade, Deus Pai, Deus Filho e Deus Espírito Santo, três pessoas distintas e um só Deus Todo-Poderoso e de sua santa mãe mais a Virgem Maria e de Suas Majestades", ele começou a medir a quinhentos metros do local onde o Santa Cruz, que é a sede da fundação da cidade e dos quatro ventos, isto é norte, sul, leste e oeste. Como dito e feito, depois do que fez foi realizada a eleição dos dirigentes, resultando em uma votação dos índios como governador D. Bartolomé de Guzmán, D. Juan Quijano e funcionários fiscais da doutrina D. Miguel de Bárcena. Os três caciques e líderes desta nova cidade.
Após a pacificação da região, a distribuição da terra entre os espanhóis e otomis evangelizados por três séculos no território, houve um intenso desenvolvimento agrícola e da pecuária em sítios e fazendas. Como contrapartida, os cronistas e as provas documentais de que houve aumento registrado desconforto e divergências, principalmente entre a população indígena, também com a pilhagem e a humilhação estavam sendo explorados. Neste contexto, durante o século XIX e por causa da Guerra da Independência do México, Tequisquiapan, teve uma série de revoltas nas fazendas. Na verdade, o povo indígena que viviam  como um trabalhadores e sujeito às empresas, foram razões suficientes para o levante, mais um resultado do que há alguns líderes insurgentes na região.

### Período da Independência
Após a independência, veio a Guerra da Reforma, a Segunda intervenção francesa no México e os cronistas do Porfirismo que transmitem muito pouca informação sobre o seu impacto sobre Tequisquiapan. Na Revolução de 1910, que está inscrita aqui é que os exércitos de, Venustiano Carranza e Álvaro Obregón, viajaram sem ter registado qualquer batalha no município. A passagem dos exércitos, o medo das famílias deu por abusos através da pilhagem e roubo de animais para as tropas, assim como fatos a cabo que ocorreram com ou sem o consentimento dos homens e mulheres. Mais adiante não estão registrados fatos históricos ou personagens de relevância que podem ter participado neste movimento.
Na sequência deste momento histórico revolucionário se nota um evento transcendental gravado em 1920, como resultado da turbulência e instabilidade política que reinava na capital do estado de Queretaro, que lhes causou a mudança dos poderes do estado provisório para Tequisquiapan. Relativamente à evolução da vida política - administrativa do município, o que é relatado é que, durante o vice-reinado em 1861, atingiu a qualidade do partido sob a denominação de Santa Maria Assunção de Tequisquiapan, e por decreto da Assembléia Legislativa mudaram de categoria e nome, tornando-se Vila Mateus de Tequisquiapan. Logo a demarcação adquiriu a qualidade de município livre e independente  em 1939.

## Geografia
O município de Tequisquiapan está localizado no norte, 20° 39' e no extremo sul 20° 39' de latitude norte. A região leste está localizada a 99° 50', enquanto os seus limites ocidentais são 100° 05' de comprimento. A sede do município fica a 20° 31' 00' de latitude norte e 95° 52' 30' de longitude oeste. Se limita ao com os municípios de Colón e Ezequiel Montes, ao sul do município de San Juan del Río, a leste com o município de Ezequiel Montes e do estado de Hidalgo, e finalmente a oeste pelos municípios de Pedro Escobedo e Colón.

### Extensão
O Município de Tequisquiapan está localizado na parte sudeste do estado de Queretaro tem uma área de 343,6 quilômetros quadrados, e representa 2,3% da superfície do estado.

### Topografia
O território da Tequisquiapan está localizado no planalto mexicano, no sopé sul da Sierra Gorda, e onde eles estão localizados em áreas relativamente planas que são pequenos vales e planícies que se tornaram boas zonas de cultivo.

### Hidrografia
No sul do território com a superfície atual do rio San Juan, que leva esse nome por passar pela cidade de San Juan del Río, essa corrente alimenta a represa Centenario, está em curso no nordeste da repressa Tabela Paso, fronteira do estado de Hidalgo. O local aproveitou o fluxo hidrografico para produzir eletricidade, onde se instalou uma usina hidrelétrica fora uso. Junta-se ao do rio Moctezuma e deságua no golfo do México.

### Clima
O clima de Tequisquiapan é temperado, com dois tempos bem definidos no ano. As chuvas ocorrem nos meses de junho a outubro, enquanto a estação seca abrange os meses de novembro a abril, chuvas esparsas em maio. A precipitação média é de 78 dias, com uma média de 511,8 mm. O verão é bem quente com máxima média anual de 36 °C e no inverno não muito radical, já que a temperatura média miníma anual é 17,5 °C. Os ventos predominantes são de nordeste a sudoeste. As geadas ocorrem nos meses de outubro a fevereiro e março, e esporadicamente em finais de setembro. A média é de 18 dias por ano. Em 2003, a média anual foi excedida consideravelmente e chegou a 600 mm.